# J&S Cup 2003
Warsaw Open 2003 - жіночий тенісний турнір, що проходив у Варшаві (Польща). Належав до турнірів 2-ї категорії в рамках Туру WTA 2003. Відбувсь увосьме й тривав з 28 квітня до 4 травня 2003 року. Амелі Моресмо викрала свій перший титул за рік і перший на цьому турнірі.

## Учасниці

### Сіяні учасниці
| Player            | Країна     | Рейтинг* | Сіяна |
| ----------------- | ---------- | -------- | ----- |
| Вінус Вільямс     | США        | 3        | 1     |
| Амелі Моресмо     | Франція    | 7        | 2     |
| Даніела Гантухова | Словаччина | 9        | 3     |
| Єлена Докич       | Югославія  | 10       | 4     |
| Магдалена Малеєва | Болгарія   | 14       | 5     |
| Елені Даніліду    | Греція     | 15       | 6     |
| Анна Пістолезі    | Ізраїль    | 21       | 7     |
| Кончіта Мартінес  | Іспанія    | 25       | 8     |
| Олена Лиховцева   | Росія      | 30       | 9     |
| Тетяна Панова     | Росія      | 31       | 10    |

- Рейтинг подано станом на 21 квітня 2003.
- Кончіта Мартінес знялись через травму правого плеча, тож Олена Лиховцева стала дев'ятою сіяною, але вона також знялась через хворобу, отже Тетяна Панова стала десятою сіяною.

### Інші учасниці
Нижче наведено учасниць, які отримали вайлд-кард на участь в основній сітці:
- Марта Домаховська
- Йоанна Сакович

Нижче наведено гравчинь, які пробились в основну сітку через стадію кваліфікації:
- Сандра Клейнова
- Зузана Ондрашкова
- Аранча Парра Сантонха
- Мартина Суха

Такі тенісистки потрапили в основну сітку як Щасливі лузери:
- Каталін Мароші
- Рената Ворачова

## Переможниці та фіналістки

### Одиночний розряд
Амелі Моресмо —  Вінус Вільямс, 6-7(6), 6-0, 3-0, зн.

### Парний розряд
Лізель Губер /  Магдалена Малеєва —  Елені Даніліду /  Хісела Дулко, 3-6, 6-4, 6-2